# Cirès
 Cirès  es una población y comuna francesa, en la región de Mediodía-Pirineos, departamento de Alto Garona, en el distrito de Saint-Gaudens y cantón de Bagnères-de-Luchon.

## Demografía
| 31 | 21 | 21 | 11 | 11 | 8 |
| Para los censos de 1962 a 1999 la población legal corresponde a la población sin duplicidades (Fuente: INSEE [Consultar]) |    |    |    |    |   |